# Muskö
Muskö is een plaats en eiland in de gemeente Haninge in het landschap Södermanland en de provincie Stockholms län in Zweden. De plaats heeft 287 inwoners (2005) en een oppervlakte van 30 hectare.

## Marinebasis
Bij de plaats ligt een kleine marinebasis. Hiervoor zijn in de rotsen twee grote dokken aangelegd waar marineschepen kunnen afmeren voor onderhoud en reparaties. De dokken worden aan de zeezijde afgesloten met zware deuren en eenmaal binnen zijn de schepen en installaties nagenoeg veilig tegen vijandelijke aanvallen. 
Met de bouw van de marinebasis werd in 1950 een start gemaakt. Pas negentien jaar later en na het verwijderen van 1,5 miljoen m3 rots werd de basis op 30 september 1969 door koning Gustaaf VI Adolf officieel geopend. Het complex is opgedeeld in meerdere afdelingen, die elk hun eigen nutsbedrijf en ventilatie hebben. Medio negentiger jaren werkten er zo’n 800 personen, maar de keuken was groot genoeg om 2000 mensen driemaal daags van eten te voorzien. De dokken zijn ongeveer 145 meter lang. In 2004 besloot de Zweedse marine de activiteiten te concentreren op twee plaatsen waardoor de Muskö faciliteit werd opgeheven. Er zijn nu vooral nog civiele activiteiten gaande, waaronder een ondergrondse scheepswerf van Kockums, nu een onderdeel van het Zweedse defensiebedrijf Saab. In 2019 is besloten dat het commandocentrum van de Zweedse marine terugkeert naar Muskö. 

## Afbeeldingen

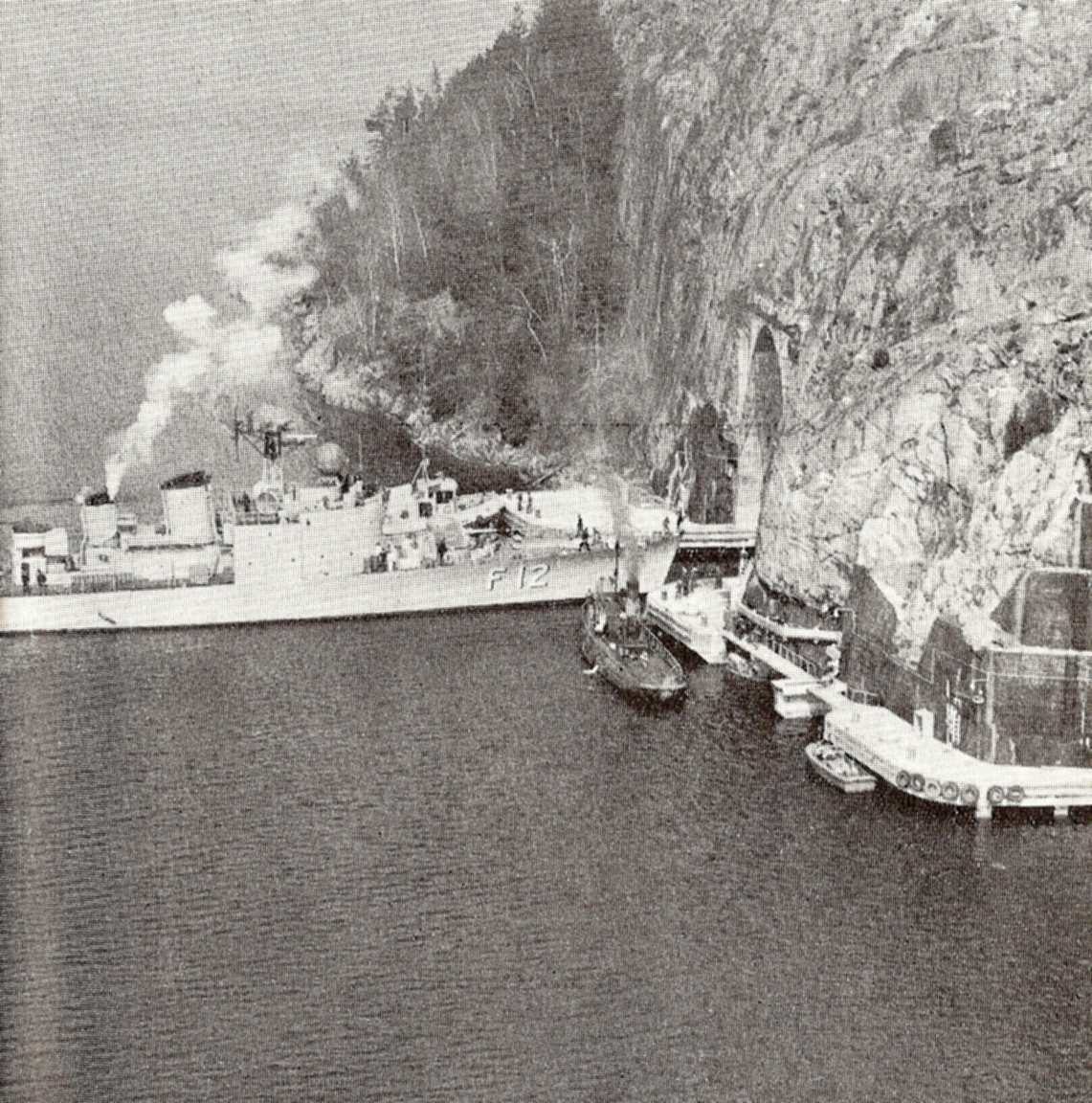
HMS Sundsvall voor een van de twee dokken van de marinebasis (1968)
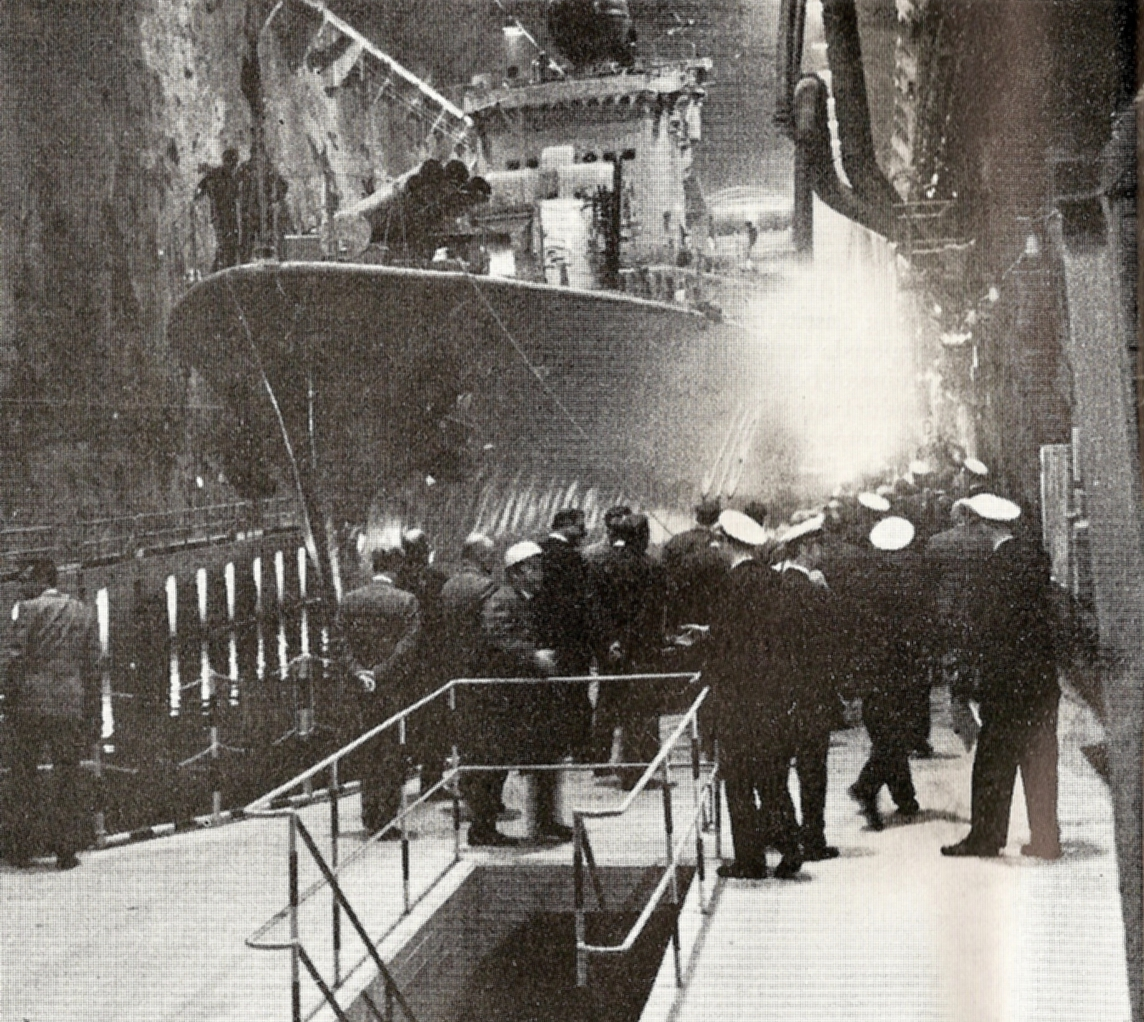
HMS Småland (J19) in een dok (1968)